# 丹里弗鎮區 (北卡羅萊納州卡斯韋爾縣)
丹里弗鎮區（英語：Dan River Township）是位於美國北卡羅萊納州卡斯韋爾縣的一個鎮區。

## 地方資料
丹里弗鎮區的面積為125.35平方千米，皆為陸地。根據2020年美國人口普查的數據，當地共有人口2514人，而人口密度為每平方千米20.06人。